# オーバーストア

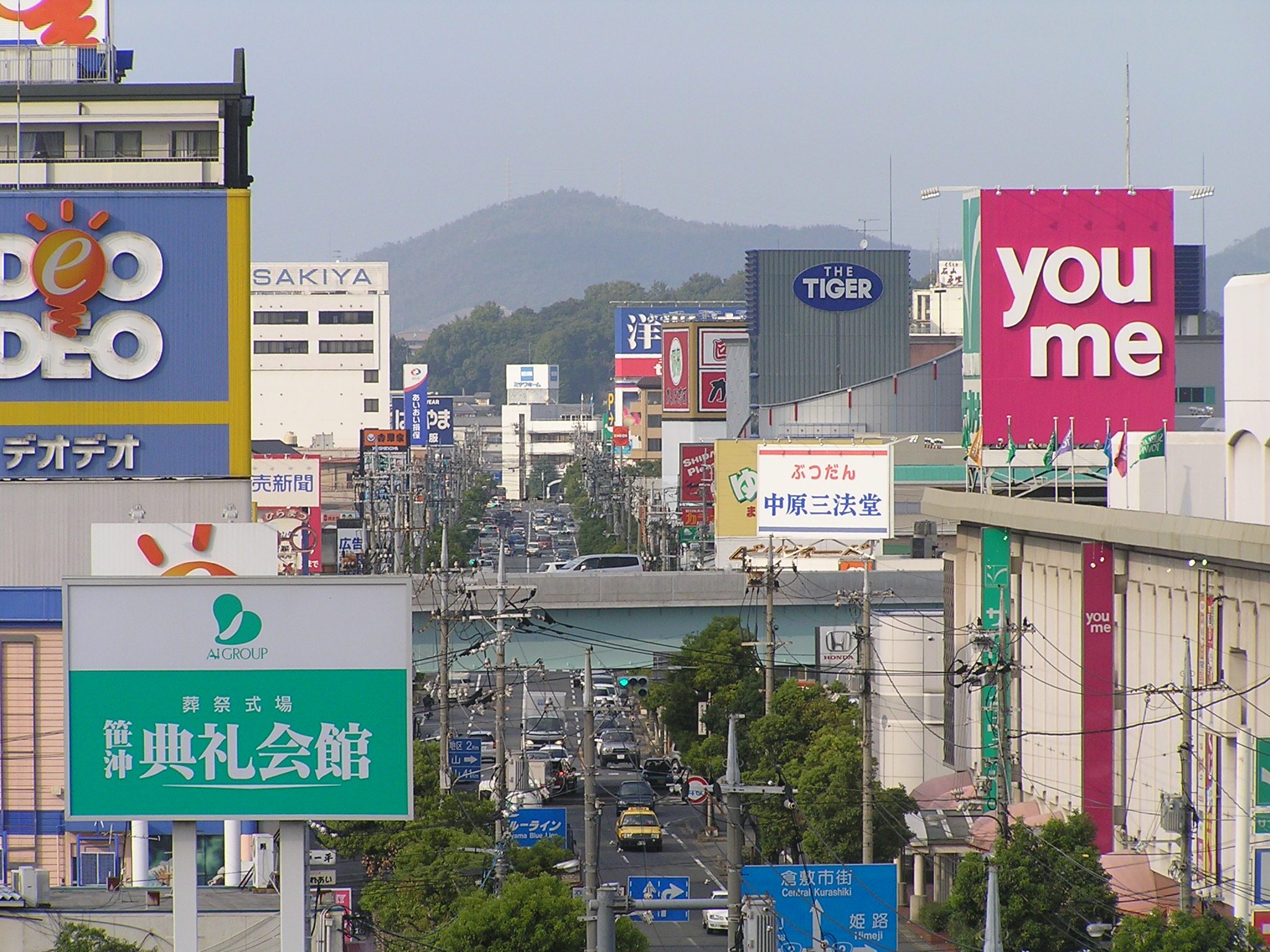
多店密集のイメージ（本項とは関係ない）

オーバーストア（和製英語: over store）とは、小売店などの商業施設が、ある商圏に対して需要より供給が過剰になるほど多数出店している状態を指す言葉。「店舗過剰」のことである。

## 概要
商店街などもともとその地域にあった小売店に加え、全国チェーンのショッピングセンターが出店したり、地方のスーパーマーケットがショッピングセンターを開発したり、コンビニエンスストア・ドラッグストアが出店したりして発生する。地方都市で起こることが多い。この状態になると売場面積当たりの販売額が下がり、小売店側は販売効率を高める必要に迫られる。売場面積の大きい店舗は人員削減などにより販売効率を高めることができるが、商店街の商店など小規模な店舗では人員削減のしようがない。そこで市中の商店街が廃れてシャッター通りとなり、郊外のショッピングセンターのみが生き残るという、都市の郊外化の一因にもなる。
また小売需要の大きい大都市圏の近郊部では、郊外のショッピングセンター同士によるオーバーストアが発生するケースもあり、この場合はショッピングセンターの撤退によって廃墟化した建物（デッドモール）が放置され、治安悪化の原因となることがある。

## オーバーストアの例
- 栃木県宇都宮市

昭和中期から平成にかけて中心市街地に百貨店やファッションビルが乱立、密集しすぎた結果、山崎百貨店→緑屋→ams→109、丸井→EFF（福田屋系）、十字屋、上野百貨店、西武百貨店、ロビンソン百貨店、パルコなどが相次いで閉店や短期での撤退・倒産などを繰り返し続けた。そのような状況だった為、市街地に店を構えていた福田屋百貨店は郊外での出店を図るようになり、EFFを統合する形で福田屋ショッピングプラザ宇都宮店へと移転した。結果として東武宇都宮百貨店のみ生き残った。
なお、ロビンソンの跡地には新たな核店舗としてヨドバシカメラが誘致され、ララスクエア宇都宮を経てトナリエ宇都宮となった。
GMSに関しても同時期に共倒れが起き、2000年代初頭に郊外立地のジャスコ2店と長崎屋1店が撤退し、駅の東側にあったイトーヨーカドーも郊外のベルモールへと移転した。なお、長崎屋は市街地の西武百貨店跡地へ再進出をしたものの、運営会社の買収によりMEGAドン・キホーテへ業態変更した。
- 山梨県甲府市

1980年代の時点で、甲府駅から徒歩10分圏以内に岡島百貨店、甲府西武、山交百貨店、パセオ、エクラン（現：セレオ甲府）、ダイエー甲府店→トポス甲府店が密集していた。人口20万人規模では供給過多で、1990年代になるとバブル崩壊やロードサイド店舗の増加などにより甲府西武（1998年）、トポス（1999年）が相次いで閉店。パセオは2010年にココリになるもデッドモール化し、2019年には山交百貨店が閉店してヨドバシ甲府が入居した。2023年に岡島百貨店が7分の1に規模縮小のうえココリに入った。
ロードサイド店舗に関しても同様にオーバーストアに陥っており、このうちグランパークはテナントの閉店が相次いだ上、運営会社が民事執行法の適用を受けて経営母体が変わったもののその企業も破産し、最終的に2014年3月末をもって閉鎖となっている。
この他商業施設とはやや異なるものの、1990年代後半から2000年にかけて映画館が市内に乱立したことがあった。一時は人口に対する映画館のスクリーンの多さが全国トップレベルになる程だったが、2010年代初頭にかけて閉館が相次ぎ、2023年にシアターセントラルBe館が閉館したことで市内から消滅してしまった。結果として甲府市に隣接する昭和町のシネマコンプレックス「TOHOシネマズ甲府」が事実上県内唯一の映画館となってしまった。
- 岐阜県本巣市

郊外型ロードサイド店舗のオーバーストアの例。人口3万人規模の市内に1990年代から2000年代にかけて、リバーサイドモールとLCワールド本巣（同じリオ横山が開業）、モレラ岐阜（ピエリ守山と同じ大和システムが開業）と、大型ショッピングモールが相次いで開店。いずれも「中部地区最大級のショッピングモール」を謳っていた。近隣の商圏内にもイオンモールやアウトレットパークなど大型モールの開店が相次いだ結果、リバーサイドモールは2011年に閉鎖され、2017年に解体されるまで廃墟化した状態で放置されていた。LCワールド本巣もテナント減少により本館は閉鎖、末期はタマネギの無人販売所だけとなっていた。その後、リバーサイドモール跡地にはイオンタウン本巣が建設され、LCワールド本巣はテナントを入れ替えて営業再開している。
- 大阪府大阪市

2010年代前半時点で大阪駅周辺地区（梅田地区）には阪急うめだ本店、阪神梅田本店、大丸梅田店、JR大阪三越伊勢丹の4つの百貨店が密集しており、百貨店の飽和状態になっていると指摘されていた。
結果として2015年にJR大阪三越伊勢丹が開業してわずか4年で閉店している。
- 広島県広島市

中心市街地に広島三越、そごう広島店、福屋などの百貨店が密集しており、売場効率が悪化していると指摘されている。2012年には八丁堀の百貨店「天満屋八丁堀店」が閉店している。